# 阿拉吉尔

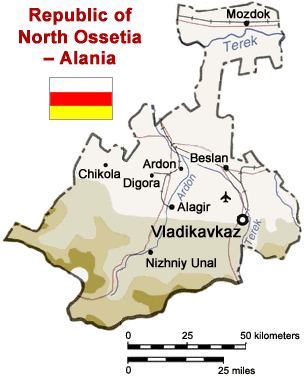
俄罗斯北奥塞梯地图

阿拉吉尔（奥塞梯语），是俄罗斯北奥塞梯共和国的一个工业镇，该镇自在阿尔东河西侧，离共和国首府弗拉季高加索54公里，位于43°4′N 44°9′E / 43.067°N 44.150°E。人口为21,496(2002年俄罗斯人口普查)。
该镇是1850年由沃龙佐夫大公所建立的，起初建立在冶金矿业设施附近的一个加固性据点，之后逐步发展成一个重要的采矿中心，1938年提升为镇，阿尔吉拉的经济主要是矿业和金属开采，但是这一地区也拥有杰出的木制品加工，还有一些罐头和制造工业。